# Acipenser oxyrinchus desotoi
Cá tầm vịnh (Danh pháp khoa học: Acipenser oxyrinchus desotoi) là một phân loài cá tầm của loài cá tầm Acipenser oxyrinchus sinh sống ở các vùng vịnh Mexico. Đây là một loại cá lớn ở vùng Vịnh Mexico, cá tầm vịnh trưởng thành có con dài 2,5m, nặng 100 kg, có vảy cứng, thường nhảy khỏi mặt nước tới 2m. Cảnh sát bang Florida của Mỹ từng có thông báo cho các cư dân vùng sông Savani đề phòng cá tầm tấn công gây thương tích. Đã có ít nhất 40 người bị thương nặng như thủng phổi, gãy xương sườn, thậm chí có người gãy cả cột sống. 